# Finanční krize
Finanční krize je prudký pokles ceny finančních instrumentů, který následně může vyústit v kolaps ekonomiky. Jednou z největších světových finančních krizí byla Velká hospodářská krize, kterou odstartoval krach na newyorské burze 24. října 1929. Svět také zasáhlo množství dalších finančních krizí, ať už lokálního charakteru jako asijská finanční krize v roce 1997 a ruská finanční krize v roce 1998, nebo globálního charakteru jako světová finanční krize v roce 2008.

## Typy finanční krize
Existuje několik typů finanční krize:
- bankovní krize,
- měnová krize,
- prasknutí spekulativních bublin,
- širší ekonomická krize.

### Bankovní krize
Jestliže banka zaznamená náhlý příval výběrů ze strany vkladatelů, hovoří se o tzv. „bank run“. Je zřejmé, že pokud banky půjčí většinu hotovosti, kterou získají ve formě vkladů od svých klientů, bude pro ně velmi obtížné rychle vrátit zpátky všechny takto získané prostředky (vklady) v situaci, kdy jsou najednou poptávány. Banka se tedy stává platebně neschopná. Platební neschopnost (insolvence) banky způsobuje postiženým klientům ztráty vkladů, na které se nevztahuje pojištění. Situace, během které je banka zmítána masovými snahami o výběr bankovních vkladů se nazývá jako systémová bankovní krize nebo bankovní panika. Tento typ krize se obvykle projeví po uplynutí období, jenž je spjaté s poskytováním rizikových úvěrů a jejich následném nesplácení.

### Měnová krize
Neexistuje žádná obecně uznávaná definice pro měnovou krizi. Tento typ krize je za normálních okolností považován za část finanční krize. Lze říci, že měnová krize představuje stav, při němž účastníci na devizových trzích začínají rozpoznávat, že pevný směnný kurz zaznamená pád. Tento předpoklad způsobí spekulace proti pevnému kurzu, která uspíší selhání a vynutí depreciaci nebo apreciaci.

### Prasknutí spekulativních bublin
O spekulativních bublinách hovoříme v případech, kdy investoři udržují předražené skupiny aktiv. Jedním z hlavních činitelů, který ve velké míře přispívá k tvorbě bublin, je existence skupiny kupujících, kteří pořizují aktivum, neboť očekávají, že jej později budou moci prodat za vyšší cenu. Jestliže existuje bublina, lze předpokládat riziko jejího „prasknutí“, tedy pádu cen aktiv. Účastníci na trhu budou kupovat aktivum, dokud budou očekávat, že jej koupí ostatní. Když se mnoho účastníků rozhodne pro prodej, cena aktiva klesne, a to hluboce. Je velmi složité predikovat, zda se cena aktiva reálně rovná jeho základní hodnotě. Z toho vyplývá, že není snadné spolehlivě bubliny identifikovat. 
Typickým příkladem spekulativní bubliny a jejího prasknutí v oblasti cen aktiv je tzv. Tulipánová mánie (horečka), která se ve své plné síle projevila v 17. století v Nizozemsku.

### Širší ekonomická krize
Záporný vývoj hrubého domácího produktu (HDP), který trvá dvě nebo více čtvrtletí, je označován jako recese. Depresí je označován stav, při němž je ekonomika zmítána těžkou recesí nebo hrubý domácí produkt klesá příliš dlouhou dobu. Období, v jehož průběhu roste HDP jen velmi nepatrně (nemusí být nutně zaznamenán pokles), nazýváme jako ekonomickou stagnaci.
Někteří ekonomové hledají původ recesí ve finančních krizích. Příkladem může být Velká hospodářská krize. Právě ta předcházela masovým snahám o výběry bankovních vkladů a také pádům na akciovém trhu.
Další skupina ekonomů obhajuje opačnou myšlenku. Důvodem finančních krizí jsou dle jejich názoru recese. Tento názor zastávají i v případech, při nichž je finanční krize počátečním šokem, který následně nastartuje recesi, protože existuje řada důležitějších faktorů, které recesi prodlužují. Např. Milton Friedman tvrdil, že hospodářský úpadek spojený s rokem 1929 a bankovní panika v roce 1930 by se neproměnila v depresi, kdyby v rámci realizace monetární politiky nedocházelo k chybám. 

## Známé finanční krize

### 1873: První celosvětová krize
Ve druhé polovině 19. století byla ekonomika na vzestupu, přičemž se věřilo v její setrvalý růst. Rostla průmyslová výroba, mezinárodní obchod, životní úroveň. Tato situace byla doprovázena rozmachem bankovnictví a obchodů s cennými papíry, kdy podniky pro svou realizaci hledaly zdroje ve formě úvěrů či prodeje akcií na burze. Následkem bylo předlužení podnikového sektoru, nafouknutí bankovních bilancí.
V květnu roku 1873 došlo ke krachu vídeňské burzy. Následoval krach dalších světových burz a krize dosáhla celosvětových rozměrů.

### 1923: Hyperinflace v Německu
Německá vláda musela vítězným mocnostem první světové války platit poměrně vysoké válečné reparace a zároveň obnovovat po válce infrastrukturu v Německu.
Německo po prohrané válce nemělo zdroje na tyto výdaje, a proto se německá vláda rozhodla peníze natisknout.  Peněžní zásoba tak prudce rostla, což bylo provázeno také prudkým růstem cenové hladiny.
Vrchol hyperinflace nastal v roce 1923, kdy francouzská armáda obsadila Porúří kvůli tomu, že Německo včas neplatilo reparace. Reakcí německé vlády byl extrémní růst peněžní zásoby. Inflace se v tomto roce pohybovala řádově v deseti miliardách procent.
Řešením této hyperinflace bylo nahrazení německé marky dolarem.

### 1973: Ropná krize
Vznik ropné krize v říjnu 1973 byl politicky motivován. OPEC, mající většinový podíl na světové produkci ropy se podílel na boji arabských zemí proti Izraeli embargem na vývoz ropy do zemí spojenců Izraele. Později Organizace zemí vyvážející ropu přistoupila ke zvýšení ceny, což způsobilo v roce 1974 první ropný šok a v letech 1979–1981 druhý ropný šok. První ropný šok měl za následek celosvětovou recesi a růst inflace.

### 1997: Asijská finanční krize
Asijská finanční krize, která zasáhla jihovýchodní Asii, byla největší měnovou krizí 90. let.

### 1998: Ruská finanční krize

#### Příčiny a průběh událostí
Důvodem, který vedl ke krizi, byla klesající produktivita, vysoký fixní směnný kurz mezi rublem a cizími měnami. K této krizi přispěly také ekonomické náklady první války v Čečensku, odhadované na 5,5 miliardy dolarů (bez rekonstrukce zničené čečenské ekonomiky). V první polovině roku 1997 vykazovala ruská ekonomika určité známky zlepšení. Brzy poté se však problémy začaly postupně prohlubovat.
Dva vnější šoky, asijská finanční krize, která začala v roce 1997, a následující pokles poptávky po ropě (a tím klesala i cena) a neželezitých kovech, vážně ovlivnily ruské devizové rezervy.
V březnu vyvrcholila politická krize, když ruský prezident Boris Jelcin náhle odvolal premiéra Viktora Černomyrdina a jeho celý kabinet dne 23. března 1998. Jelcin jmenoval ministra energetiky Sergeje Kirijenka, tehdy 35letého, jako úřadujícího předsedy vlády.
Dne 29. května 1998 Jelcin jmenoval Borisem Fyodorova vedoucím státní daňové služby.
Ve snaze podpořit měnu a zastavit únik kapitálu, Kirijenko v červnu 1998 zvýšil úrokové sazby GKO na 150 %.
Finanční balíček Mezinárodního měnového fondu a Světové banky ve výši 22,6 miliard USD byl schválen 13. července 1998 na podporu reforem a stabilizaci ruského trhu výměnou obrovského objemu rychle splatných krátkodobých účtů GKO za dlouhodobé eurobondy. Ruská vláda se rozhodla udržet směnný kurz rublu v úzkém pásmu, ačkoli mnoho ekonomů, včetně Andreje Illarionova, naléhalo na vládu, aby upustila od podpory rublu.
Dne 12. května 1998 uhelní horníci stávkovali kvůli nezaplaceným mzdám a blokovali transsibiřskou železnici. K 1. srpnu 1998 bylo ruským dělníkům dlužno přibližně 12,5 miliardy dolarů. Dne 14. srpna 1998 byl kurz ruského rublu k americkému dolaru stále 6,29. Navzdory finanční výpomoci se měsíční splátky úroků z ruského dluhu v červenci 1998 zvýšily na úroveň o 40 procent vyšší než měsíční výběr daní. Dne 15. července 1998 odmítla Státní duma ovládaná levicovými stranami přijmout většinu vládního protikrizového plánu, takže vláda byla nucena spoléhat se na prezidentské dekrety.
Dne 29. července Jelcin přerušil svou dovolenou v oblasti Valdai Hills a odletěl do Moskvy, což vyvolalo obavy z přeměny kabinetu, ale náčelníka Federální bezpečnostní služby Nikolaye Kovalyova nahradil pouze Vladimirem Putinem. V té době Rusko používalo politiku „plovoucího směnného kurzu“ vůči rublům, což znamená, že centrální banka rozhodla, že směnný kurz rublů k dolaru (nebo RUB / USD) zůstane v určitém okamžiku v určitém rozmezí. Pokud by rubl hrozilo devalvovat mimo tento rozsah (nebo „pásmo“), centrální banka by zasáhla utrácením zahraničních rezerv na nákup rublů. Například v průběhu roku před krizí se centrální banka zaměřila na udržení pásma 5,3 až 7,1 RUB / USD, což znamená, že by nakupovala rubly, pokud by tržní směnný kurz hrozil překročit 7,1 rublů / dolar. Podobně by se prodávaly rubly, pokud by hrozilo, že tržní směnný kurz klesne pod 5,3. Neschopnost ruské vlády provést ucelený soubor ekonomických reforem vedla k závažné erozi důvěry investorů a řetězové reakci, kterou lze přirovnat k běhu centrální banky. Investoři uprchli z trhu prodejem rublů a ruských aktiv (např. Cenných papírů), což také tlačilo na snižování rublů. To přinutilo centrální banku utratit své zahraniční rezervy na obranu ruské měny. To ovšem dále narušilo důvěru investorů a podkopalo rubl. Odhaduje se, že mezi 1. říjnem 1997 a 17. srpnem 1998 vynaložila centrální banka na udržení plovoucího kurzu přibližně 27 miliard USD ze svých rezerv v amerických dolarech. Později bylo odhaleno, že asi 5 miliard dolarů z mezinárodních půjček poskytnutých Světovou bankou a Mezinárodním měnovým fondem bylo ukradeno při příjezdu fondů do Ruska v předvečer rozpadu.

#### Krize a její dopady
Dne 17. srpna 1998 devalvovala ruská vláda rubl, nesplácela domácí dluhy a vyhlásila moratorium na splacení zahraničního dluhu. V tento den ruská vláda a Ruská Centrální banka vydaly společné prohlášení, v němž oznamují, že:
1. Obchodní výměnné pásmo rublů / dolaru se rozšířilo z 5,3–7,1 RUB / USD na 6,0–9,5 RUB / USD.
2. Ruský dluh bude restrukturalizován novým způsobem oznámeným později, aby se předešlo a zabránilo masovému rušení ruských bank.
3. Na zaplacení některých bankovních závazků, včetně některých dluhů a forwardových měnových kontraktů, je uloženo dočasné 90 denní moratorium.[18]

17. srpna 1998 vláda prohlásila, že některé státní cenné papíry (GKO a OFZ) budou přeměněny na nové obligace. Současně úřady kromě rozšíření měnového pásma oznámily, že mají v úmyslu povolit, aby se kurz RUB / USD pohyboval v rámci širšího pásma volněji. V té době Moskevská mezibankovní směnárna (dále „MICEX“) stanovila denní „oficiální“ směnný kurz prostřednictvím řady interaktivních aukcí založených na písemných nabídkách podaných kupujícími a prodejci. Když se kupní a prodejní ceny shodovaly, „fixní“ oficiální směnný kurz MICEX pak zveřejnila agentura Reuters. Kurz MICEX byl (a stále je) běžně používán bankami a obchodníky s měnami po celém světě jako referenční směnný kurz pro transakce zahrnující ruský rubl a cizí měny.
Od 17. do 25. srpna 1998 se rubl neustále znehodnocoval na MICEXu, pohyboval se od 6,43 do 7,86 RUB / USD. Dne 26. srpna 1998 centrální banka ukončila obchodování s dolarem a rublem na MICEXu a MICEX v ten den nestanovila kurz rublů a dolaru.
Dne 2. září 1998 se centrální banka Ruské federace rozhodla opustit politiku „plovoucího kurzu“ a rubl volně posouvat. Do 21. září 1998 směnný kurz dosáhl 21 rublů za jeden dolar, což znamená, že Rubl ztratil o dvě třetiny své hodnoty méně, než o měsíc dříve. 28. září 1998 byl Boris Fyodorov propuštěn z funkce vedoucího státní daňové služby. Platnost moratoria uloženého společným prohlášením skončila dne 15. listopadu 1998 a ruská vláda a centrální banka jej neobnovily.

##### Inflace
Ruská inflace v roce 1998 dosáhla 84% a náklady na sociální zabezpečení výrazně vzrostly. Mnoho bank, např. Inkombank, Oneximbank a Tokobank, v důsledku krize zkrachovalo.

##### Bankovnictví
Bankéři utrpěli v létě 1998 velké ztráty kvůli tomu, že banka disponovala mnoha ruskými vládními dluhopisy, ale místo toho se vyhnula finančnímu kolapsu tím, že v listopadu 1998 byla získána Deutsche Bank za 10 miliard dolarů. Tím se Deutsche Bank stala čtvrtou největší společností spravující peníze na světě po UBS, Fidelity Investments a Japonské Pojišťovně Životního Pojištění.

##### Zemědělství
Hlavním dopadem finanční krize na ruské zemědělství byl dramatický pokles federálních dotací, v reálném vyjádření asi o 80 % (i když subvence z regionálních rozpočtů klesly méně) ve srovnání s rokem 1997.

##### Úpadek politické správy
Finanční kolaps vyústil v politickou krizi, protože Jelcinova domácí podpora se vytrácela, musel se potýkat s prosazovanou opozicí v parlamentu. O týden později, 23. srpna 1998, Jelcin odvolal Kirijenka a zdůvodnil, že má v úmyslu vrátit Černomyrdina do úřadu, vzhledem k propadu země ještě hlouběji do ekonomických nepokojů. Silné obchodní zájmy se obávaly dalších reforem, které by mohly vést k selhání vedoucích podniků, a proto přivítaly Kirijenkův pád, stejně jako komunisté. Jelcin, který začal ztrácet svou moc, i kvůli svému zhoršujícímu se zdraví, chtěl Chernomyrdina zpět, ale zákonodárci odmítli souhlasit. Poté, co Duma dvakrát odmítla Černomyrdinovu kandidaturu, Jelcin ustoupil, kvůli značnému slábnutí sil. Místo toho jmenoval ministrem zahraničí Jevgenije Primakova, který byl 11. září 1998 schválen v Dumě drtivou většinou. Primakovovo jmenování obnovilo politickou stabilitu, protože byl vnímán jako kompromis schopný zahojit rány mezi ruskými znesvářenými zájmovými skupinami. Primakov slíbil, že první prioritou své vlády bude vyplacení mzdy a důchodů a pozval členy svého předsednictva do svého kabinetu.
Komunisté a Federace ruských nezávislých odborových svazů uspořádali dne 7. října 1998 celostátní stávku a vyzvali prezidenta Jelcina, aby odstoupil. Dne 9. října 1998 požádalo Rusko o mezinárodní humanitární pomoc, včetně potravin, kvůli špatné sklizni.

#### Vzpamatování se z krize
Rusko se odrazilo od finanční krize v srpnu 1998 překvapivě rychle. Důvodem rychlého zotavení se je zejména to, že světové ceny ropy v letech 1999–2000 rychle rostly a Rusko v letech 1999 a 2000 zaznamenalo velký obchodní přebytek. Dalším důvodem je to, že domácí průmysl, například potravinářský, profitoval z devalvace. Díky ní strmě stoupala cena dovezených surovin.
Vzhledem k tomu, že ruská ekonomika do značné míry operovala na směnkách a jiných nepeněžních směnných nástrojích, měl finanční kolaps na mnoho výrobců mnohem menší dopad, než kdyby byla ekonomika závislá na bankovním systému. A konečně, ekonomice pomohla infuze hotovosti. Podniky byly schopny splácet dluhy za mzdy a daně, začala se postupně zvyšovat spotřebitelská poptávka po zboží a službách vyráběných ruským průmyslem.

#### Pozitivní důsledek
Krizi ocenil James Cook, hlavní viceprezident Investičního fondu USA Rusko, který řekl, že krize naučila ruské bankéře diverzifikovat svůj majetek.

### 2009: Dluhová krize v eurozóně
Měnová a finanční krize zemí eurozóny odstartovala koncem roku 2009. Důvodem byl vysoký veřejný dluh určitých zemí eurozóny, přičemž největší projev této krize nastal v Řecku, Irsku, Portugalsku a Španělsku.

## Hlavní příčiny a důsledky finanční krize
Světová finanční krize je řazena do tzv. systemických krizí, taková krize představuje kombinaci dluhových, bankovních a měnových problémů.
Obecnou příčinou systemické finanční krize je nadměrná úvěrová expanze, která v důsledku vyústí v nezdravé zadlužení a nesplácení úvěrů. Nesplacené dluhy přetrvají bankovní a měnové projevy krize a dluhové břemeno se přes investory a banky přenese do veřejného dluhu (tento proces je označován jako fiskalizace finanční krize).
Významným důsledkem finanční krize je bankrot finančních institucí, známým případem je bankrot investiční banky Lehman Brothers, dále např. banky Countrywide Financial, Bear Sterns nebo islandských institucí Glitnir, Landsbanki a Kaupthing.
Dalším vyústěním jsou měnové problémy států zasažených finanční krizí. Příkladem je Island, kde tamní islandská koruna ztratila přes 100 % své hodnoty oproti euru. Významnou depreciaci měny zažilo také Rusko, což bylo způsobeno odlivem kapitálu. Podobností s měnovou krizí se vyznačuje také znehodnocení eura v roce 2010 jako důsledek ekonomických problémů Řecka.

### Napodobování investičních strategií
V mnoha případech mají investoři tendence koordinovat svoje volby. Pokud investor předpokládá, že ostatní budou investovat do určité měny, může očekávat její rostoucí hodnotu a v tu chvíli má sám pobídku k jejímu nákupu. Podobně bankovní vkladatel, který očekává výběr vkladů ostatních, dostává pobídku k výběru, protože může očekávat finanční problémy banky. Jde tedy o napodobování strategií druhých. V podstatě se jedná o to, že samotná očekávání investorů mohou způsobit, že předpokládaná situace skutečně nastane.

### Pákový efekt
Pákovým efektem se označuje použití cizího kapitálu za účelem zvýšení vlastního zisku (angl. leverage). Pákový efekt funguje jako dvojsečná zbraň, protože zvyšuje zisky, ale naopak i ztráty. Investoři využívají leverage u různých nástrojů (opce, futures, warranty) a tím zvyšují potenciální zisk. Cizí kapitál ve většině případů poskytuje broker. Zvyšující se riziko může v případě ztrátových investic vyvolat šíření finančních problémů z jednoho subjektu na druhý.

### Nesoulad aktiv a pasiv
Bankovní instituce pro zvýšení efektivnosti výkonu koordinovaně řídí strukturu aktiv a pasiv. Jejich neadekvátní struktura, z hlediska časové struktury, rizikovosti, výnosnosti a portfolia, vyvolává riziko nesouladu aktiv a pasiv. Toto riziko je pak spojeno s časovým nesouladem vkladů a výběrů, kdy instituce musí vytvářet dostatečné množství rezerv. Pokud na trhu nastane nejistota a vkladatelé začnou ve velkém množství vybírat své vklady, může se bankovní instituce dostat do finančních problémů, protože nedokáže dostatečně rychle získat likviditu pro výplatu vkladů.
Dalšími příčinami může být selhání lidského faktoru v podobě nedostatečných znalostí a chybných úsudků nebo selhání vládních regulací finančního sektoru.